# Ptenomela bertiae
Ptenomela bertiae är en skalbaggsart som beskrevs av Soula 2002. Ptenomela bertiae ingår i släktet Ptenomela och familjen Rutelidae. Inga underarter finns listade i Catalogue of Life.